# NGC 3523
NGC 3523 é uma galáxia espiral (Sbc) localizada na direcção da constelação de Draco. Possui uma declinação de +75° 06' 57" e uma ascensão recta de 11 horas, 03 minutos e 06,7 segundos.
A galáxia NGC 3523 foi descoberta em 2 de Abril de 1801 por William Herschel.